# Jaco (eiland)
Jaco is een onbewoond Zuidoost-Aziatisch eiland in de archipel van de Kleine Soenda-eilanden. Jaco ligt voor de oostpunt (Kaap Cutcha) van het eiland Timor en behoort tot de staat Oost-Timor.
Jaco is een dicht begroeid nationaal park met mooie zandstranden en hoort bij het district Lautém. Het wordt door de inheemse bevolking van Oost-Timor als heilig beschouwd, en het betreden ervan is verboden. Op het 10 km² grote en tot 100 meter hoge eiland leven een aantal zeldzame vogelsoorten zoals de Timorkoekoeksduif (Macropygia magna) en de orpheusfluiter (Pachycephala orpheus).